# 岩谷堂町
岩谷堂町（いわやどうまち）は、昭和30年（1955年）まで岩手県江刺郡にあった町。現在の奥州市江刺岩谷堂などにあたる。

## 沿革
- 明治8年（1875年）10月17日 - 水沢県による村落統合にともない、増沢村・餅田村が片岡村に編入される。
- 明治22年（1889年）4月1日 - 町村制施行にともない、片岡村単独で町制施行して岩谷堂町が発足。
- 昭和30年（1955年）2月10日 - 伊手村・稲瀬村・愛宕村・田原村・玉里村・広瀬村・藤里村・梁川村・米里村と合併し、江刺町となる。

## 行政
- 歴代町長

| 代    | 氏名       | 就任                      | 退任                       | 備考 |
| ----- | ---------- | ------------------------- | -------------------------- | ---- |
| 1〜2  | 猪狩八郎   | 明治22年（1889年）5月8日  | 明治30年（1897年）5月28日  |      |
| 3     | 柏木久蔵   | 明治30年（1897年）5月29日 | 明治32年（1899年）8月10日  |      |
| 4〜5  | 猪狩八郎   | 明治32年（1899年）9月5日  | 明治38年（1905年）8月4日   | 再任 |
| 6〜8  | 柏木久蔵   | 明治38年（1905年）9月13日 | 大正5年（1916年）1月10日   | 再任 |
| 9〜11 | 小原直治   | 大正5年（1916年）2月9日   | 昭和3年（1928年）2月8日    |      |
| 12    | 横山茂七   | 昭和3年（1928年）2月9日   | 昭和6年（1931年）8月1日    |      |
| 13    | 萩田甚助   | 昭和6年（1931年）9月25日  | 昭和9年（1934年）5月8日    |      |
| 14    | 依田養七   | 昭和9年（1934年）5月14日  | 昭和13年（1938年）5月13日  |      |
| 15    | 萩田甚助   | 昭和13年（1938年）5月14日 | 昭和16年（1941年）2月28日  | 再任 |
| 16    | 及川林治   | 昭和16年（1941年）3月16日 | 昭和20年（1945年）3月15日  |      |
| 17    | 依田養七   | 昭和20年（1945年）5月23日 | 昭和21年（1946年）11月24日 | 再任 |
| 18    | 依田養三郎 | 昭和22年（1947年）4月6日  | 昭和26年（1951年）4月5日   |      |
| 19    | 幸野吉雄   | 昭和26年（1951年）4月24日 | 昭和29年（1954年）3月18日  |      |
| 20    | 依田養七   | 昭和29年（1954年）4月12日 | 昭和30年（1955年）2月9日   | 三任 |